# Bismarckturm (Wetzlar)
1901 wurde die Garbenheimer Warte, ein mittelalterlicher Wachturm der städtischen Landwehr in Wetzlar, völlig umgestaltet. Der Turm, der daraufhin in Bismarckturm umbenannt wurde, ist einer von 146 in Deutschland noch existierenden Bismarcktürmen. Diese Türme wurden zu Ehren des Fürsten Otto von Bismarck (1815–1898) erbaut bzw. umgebaut.
Turmbeschreibung: Der 18 m hohe Aussichtsturm mit Befeuerungsmöglichkeit behielt nach dem Umbau seinen wehrhaften und mittelalterlichen Wartturm-Charakter. Der hochliegende Eingang konnte ursprünglich nur über Außenleitern erreicht werden.
Umgestaltung: Der Turm wurde im Jahr 1901 genau vermessen und nach den Plänen des damaligen Kreisbaumeisters Wilhelm Witte zu einem Bismarckturm umgebaut. Durch Spenden wurden die Baukosten von ca. 5500 Mark (umgerechnet und inflationsbereinigt ca. 46.000 Euro) aufgebracht. Durch preisgünstige Lieferungen der beteiligten Unternehmen konnten die Baukosten sehr niedrig gehalten werden.
Eine seitliche angebaute 18-stufige Außentreppe windet sich seit 1901 bis zum spitzbogigen Eingangsbereich und bildet dort einen kleinen Altan. Dieser ist mit einem Bismarck-Wappen und einer Inschrift, einem Gedicht von Rektor Luerssen, unterhalb des Altans an der Außenseite geschmückt. Es lautet:

„Schier ein halbes Jahrtausend
steh' ich auf ragender Höhe.
Kündete treulich der Stadt
wenn sich der Feind ihr genaht. 
Jetzt auf höherer Warte ver-
künd ich flammend dem Reiche: 
Sieghaft dauert das Werk, 
sank auch der Meister ins Grab.

1901“

Anlässlich der Feierlichkeiten, die zu Bismarcks Geburtstagen begangen wurden, brannte auf der Spitze des Turms ein loderndes Feuer. Von dem 18 m hohen Turm bietet sich ein Blick ins Wetzlarer Umland. Der Turm ist aktuell bis auf Weiteres nicht mehr öffentlich begehbar.